# Lazar Anić
Lazar Anić (né le 14 décembre 1991) est un athlète serbe, spécialiste du saut en longueur.

## Biographie
Dixième des championnats d'Europe 2016, il termine sixième des championnats d'Europe en salle 2017 et s'incline cette même année dès les qualifications des championnats du monde. Il se classe par ailleurs deuxième du DécaNation 2017 sous les couleurs de l'équipe des Balkans.